# MGM Гранд Гардън Арена
„MGM Гранд Гардън Арена“ е арена, която се намира в MGM Гранд и е разположена в Парадайз, Невада. Залата има капацитет до 16 800 души. Ползва се както за спортни, така и за музикални събития.